# Havlův mlýn
Havlův mlýn ve Velehrádku v okrese Trutnov je vodní mlýn, který stojí na Řečickém potoce. Je chráněn jako nemovitá kulturní památka České republiky.

## Historie
Mlýn je zmíněn roku 1513, kdy jej dostal do držení Majnuš z Hustířan a z Bukovky. V roce 1892 byl ve veřejné dražbě nabízen k pronájmu: „Týž pozůstává z 1 francouzského složení, špičáku a krupníku. Pozemky pozůstávají z veliké ovocné zahrady, (asi 2 korce) asi 4 korců luk, které možno vodou z mlýnského náhonu kdykoliv zavodniti a dvou korců dobrého pole. Nastoupiti se musí ihned.“. K roku 1921 je zde uváděn mlynář Jan Havel.

## Popis
Jednopatrový mlýn na vysoké podezdívce stojí na křížovém půdoryse. Má část roubenou a část zděnou. V patře je obytná místnost, odkud se vychází na pavlač. Ze strany silnice přiléhá k mlýnu nižší jednopatrová přístavba se zděnými chlévy. Komín je ukončen pískovcovou korunkou.
Voda na vodní kolo vedla náhonem. V roce 1930 zde bylo 1 kolo na svrchní vodu (průtok 0,55 m³/s, spád 7,5 m, výkon 3,8 k).